# Bolszoj Borok
Bolszoj Borok (ros. Большой Борок) – wieś (sieło) w Rosji, w obwodzie twerskim, w rejonie kuwszynowskim. W 2010 liczyła 257 mieszkańców.